# Stefan Kreiner
Stefan Kreiner (Feldkirch, 30 d'octubre de 1973) és un esportista austríac que va competir en esquí en la modalitat de combinada nòrdica.
Va participar en els Jocs Olímpics d'hivern d'Albertville 1992, en què va obtenir una medalla de bronze en la prova per equip (juntament amb Klaus Ofner i Klaus Sulzenbacher).

## Palmarès internacional
| Jocs Olímpics | Jocs Olímpics         | Jocs Olímpics | Jocs Olímpics          |
| Any           | Lloc                  | Medalla       | Prova                  |
| ------------- | --------------------- | ------------- | ---------------------- |
| 1992          | Albertville ( França) | 3             | TN + 3×10 km per equip |